# Clinocentrus caudatus
Clinocentrus caudatus är en stekelart som beskrevs av Charles Thomas Brues 1933. Clinocentrus caudatus ingår i släktet Clinocentrus och familjen bracksteklar. Inga underarter finns listade i Catalogue of Life.